# Eliezer Yudkowsky

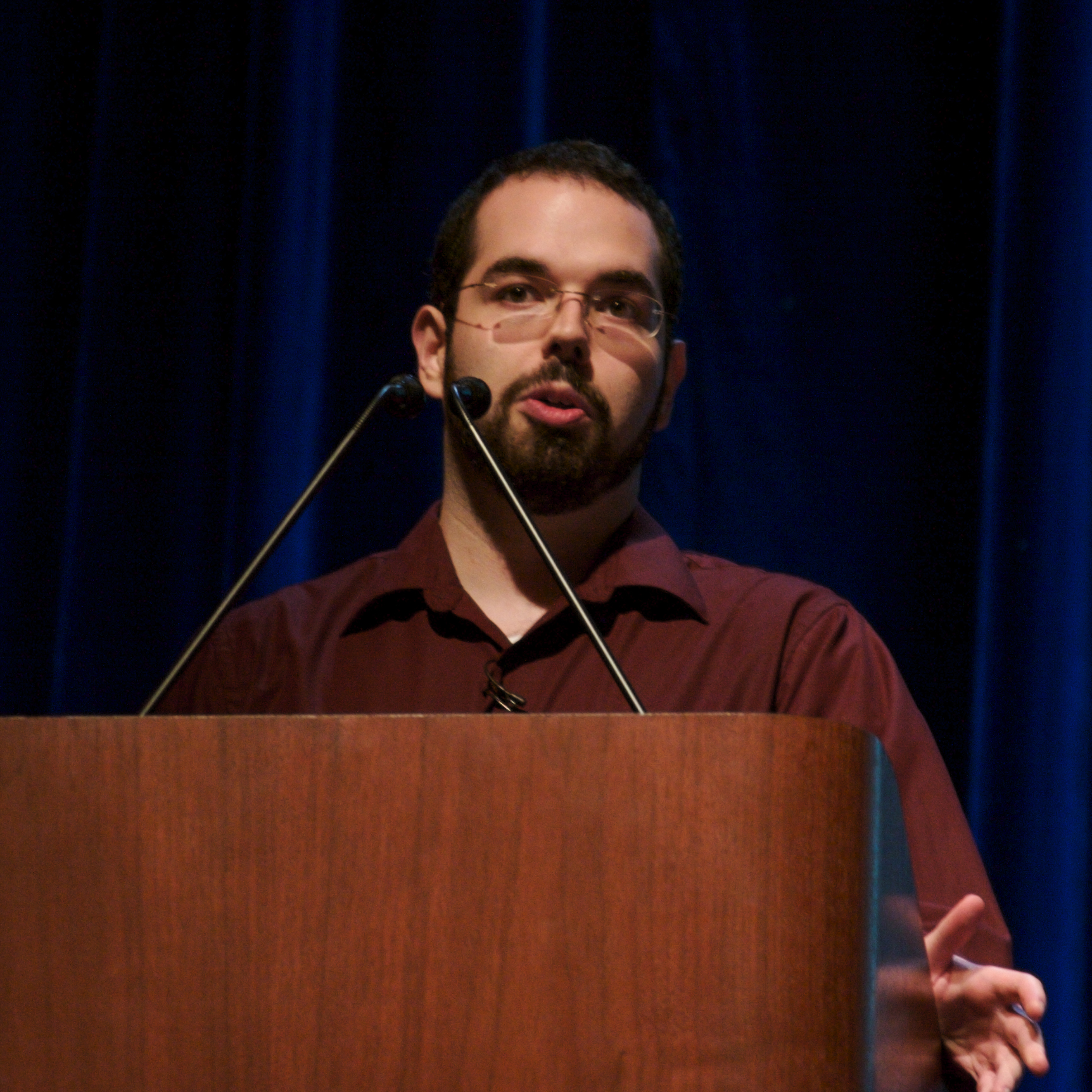
Eliezer Yudkowsky (2006)

Eliezer Shlomo Yudkowsky (* 11. September 1979) ist ein US-amerikanischer KI-Forscher und Autor. Er beschäftigt sich mit Entscheidungstheorie und den Folgen der Entwicklung von künstlicher Intelligenz.

## Leben
Yudkowsky beendete seine Schulausbildung, als er 12 Jahre alt war. Er ist seither Autodidakt und hat keine formale Ausbildung im Bereich der künstlichen Intelligenz. Er gründete im Jahr 2000 zusammen mit Brian und Sabine Atkins die Non-Profit-Organisation Singularity Institute for Artificial Intelligence (SIAI), welche seit Ende Januar 2013 Machine Intelligence Research Institute (MIRI) heißt. Er ist dort weiterhin als Forscher angestellt.
2023 wurde er vom Time Magazine zu den 100 einflussreichsten Persönlichkeiten im Bereich der KI gezählt.
Er lebt in Redwood City, Kalifornien.

## Werk
Yudkowsky versucht nach eigenen Angaben eine Theorie zu entwickeln, die es ermöglicht, eine künstliche Intelligenz mit reflexivem Selbstverständnis zu erschaffen, welche zudem in der Lage ist, sich selbst zu modifizieren und rekursiv zu verbessern, ohne dabei ihre ursprüngliche Präferenzen, insbesondere Moral und Ethik, zu verändern. Der von ihm verwendete Begriff „Friendly AI“ beschreibt eine künstliche Intelligenz, die menschliche Werte vertritt und keine negativen Auswirkungen oder gar eine Vernichtung der Menschheit mit sich zieht. Mittlerweile vertritt er jedoch die Ansicht, dass künstliche Intelligenz die Menschheit vernichten wird und der einzige Weg dies zu stoppen eine große internationale Zusammenarbeit wäre, die alles Menschenmögliche unternehmen müsste, um den Betrieb und die Weiterentwicklung künstlicher Intelligenz zu stoppen.
Neben seiner Theorie hat Yudkowsky außerdem einige Einführungen in philosophische Themen geschrieben, wie zum Beispiel den Text „An Intuitive Explanation of Bayes' Theorem“  (deutsch „Eine intuitive Erklärung des Satz von Bayes“). Er gilt als einer der führenden Vertreter der Rationalisten-Gemeinschaft.

## OvercomingBias und LessWrong
Yudkowsky verfasste Beiträge für das Blog OvercomingBias und rief im Frühjahr 2009 das Blog LessWrong ins Leben. Dort schrieb er Beiträge zu Themen wie Erkenntnistheorie, künstliche Intelligenz, Fehler der menschlichen Rationalität und Metaethik.

## Weitere Publikationen
Er trug zwei Kapitel zu dem von Nick Bostrom und Milan Cirkovic herausgegebenen Sammelband „Global Catastrophic Risk“ bei.
Yudkowsky ist zudem der Autor folgender Publikationen: „Creating Friendly AI“ (2001), „Levels of Organization in General Intelligence“ (2002), „Coherent Extrapolated Volition“ (2004) und „Timeless Decision Theory“ (2010).
Yudkowsky hat auch einige belletristische Werke geschrieben. Seine Harry-Potter-Fan-Fiction „Harry Potter and the Methods of Rationality“ war zeitweise die beliebteste Harry-Potter-Geschichte der Website fanfiction.net. Sie behandelt Themen der Kognitionswissenschaft, Rationalität und Philosophie im Allgemeinen und wurde unter anderem durch den Science-Fiction-Autor David Brin und den Programmierer Eric S. Raymond positiv bewertet.
Sein neuestes Buch, „Inadequate Equilibria: Where and How Civilizations Get Stuck“, hat Yudkowsky im Jahr 2017 veröffentlicht. In dem Buch diskutiert er, welche Umstände Gesellschaften dazu führen, bessere oder schlechtere Entscheidungen zu treffen, um weithin anerkannte Ziele umzusetzen.